# كيسي باوتشر
كيسي باوتشر (بالإنجليزية: Kasey Boucher)‏ هي لاعبة هوكي الجليد أمريكية، ولدت في 25 أكتوبر 1990 في لويستون في الولايات المتحدة.